# سيدني وايت (لاعب كريكت)
سيدني وايت (11 أغسطس 1892 - 1 مايو 1949) (بالإنجليزية: Sidney White)‏ هو لاعب كريكت بريطاني وبريطاني (وحمل سابقاً جنسية المملكة المتحدة لبريطانيا العظمى وأيرلندا).

## وصلات خارجية
- سيدني وايت على موقع إي آس بي آن كريك إنفو (الإنجليزية)